# Palais Biron Baden-Baden

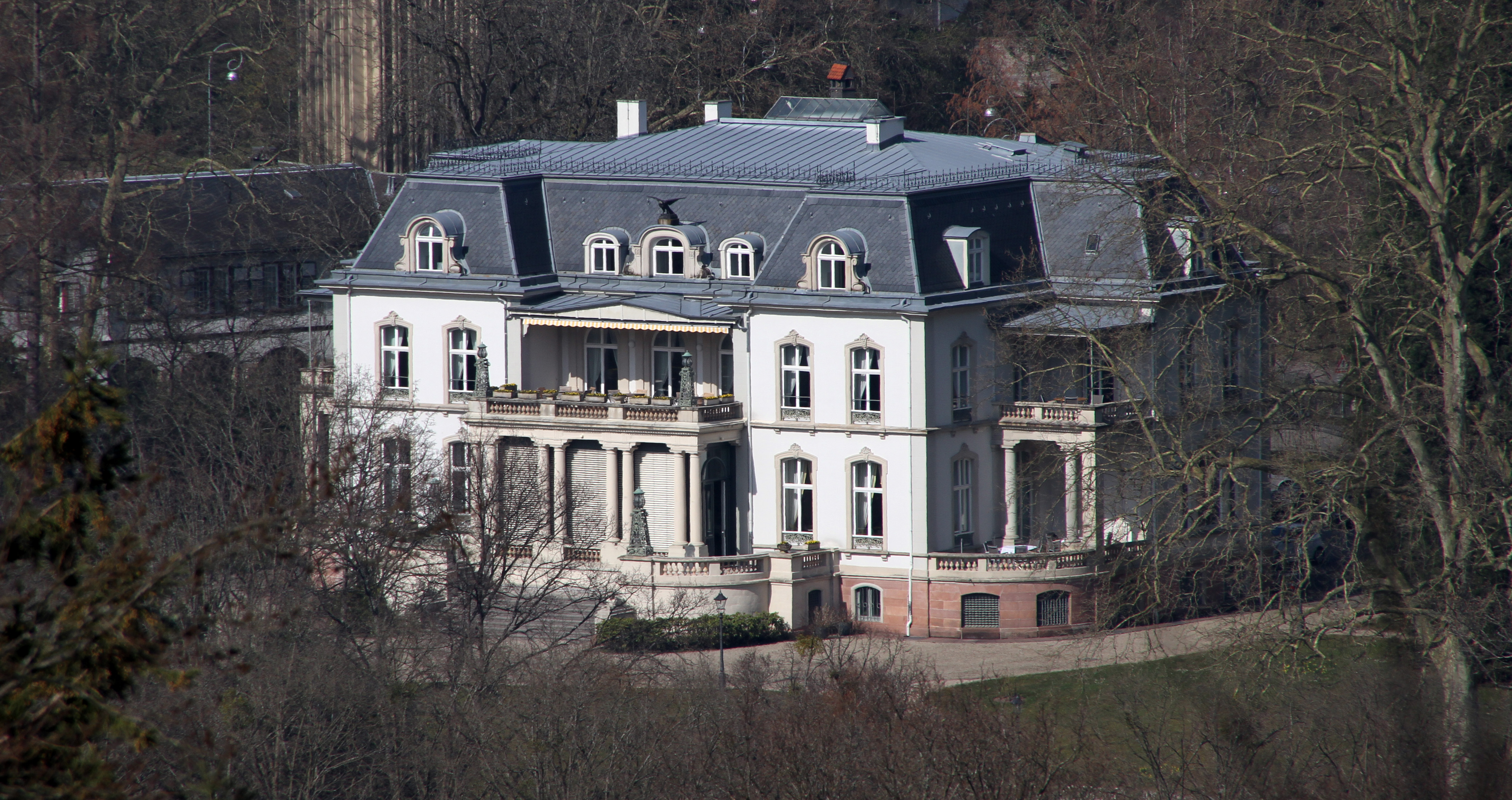
Palais Biron

Das Palais Biron ist ein ehemaliges großbürgerliches Wohnhaus in Baden-Baden in Baden-Württemberg, Lichtentaler Straße 92. Die ursprüngliche Familienresidenz ist heute ist ein Tagungsort. In der Remise des Hauses befindet sich eine Außenstelle der IHK Karlsruhe. Am Gelände vorbei führt die Lichtentaler Allee.

## Geschichte

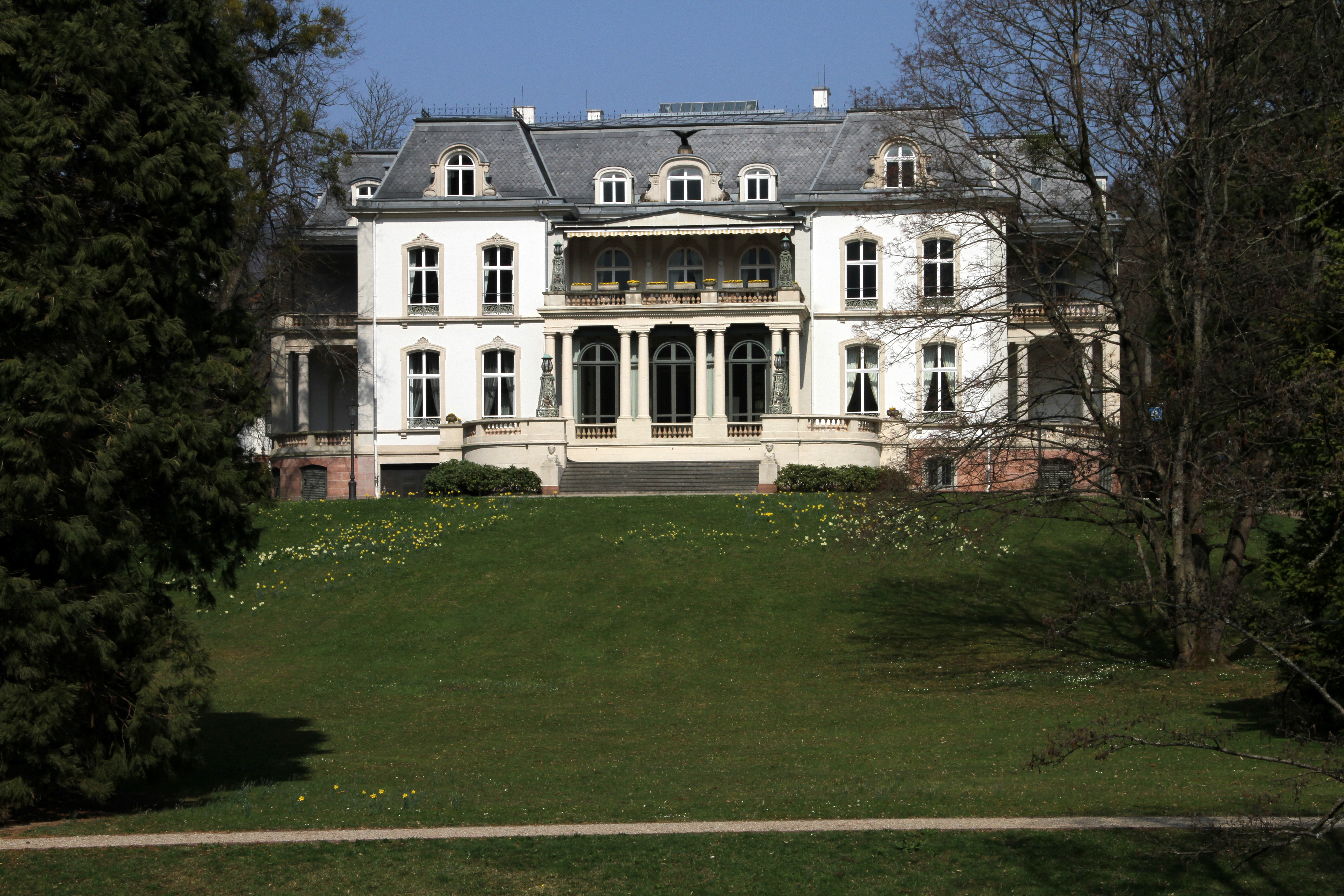
Blick von der Gartenseite

1824 kaufte der Landwirt und Fuhrmann Franz Xaver Degler das Gut Falkensteg. 1856 wurde das Gut vom Frankfurter Unternehmer Carl Borgnis erworben. Seine Tochter Johanna und ihr Ehemann Ernst Merck kauften angrenzende Grundstücke von Carl Ludwig Frommel hinzu und ließen 1857 eine Villa nach Entwurf des Architekten Auguste de Meuron errichten. Das Haus wurde 1912 von Gustav Adolf Redwitz (1877–1914) gekauft, der es von den Architekten Scherzinger und Härke (Baden-Baden), im Jugendstil umbauen ließ und in „Haus Eden“ umbenannte. 1920 erwarb Francoise Prinzessin Biron von Curland (1874–1957) das Haus und benannte es in „Palais Biron“ um. 1941 wurde das Haus von der Stadt Baden-Baden erworben und diente im Zweiten Weltkrieg als Lazarett. Ab 1945 wurde das Haus von der französischen Militärverwaltung genutzt. 1955 ging es wieder an die Stadtverwaltung zurück.
1957 wurde das Haus von der IHK Karlsruhe als Kammersitz angemietet; 1987 wurde es von der IHK und der Gesellschaft zur Förderung des Unternehmernachwuchses als Tagungsstätte erworben.
Seit 2013 wird die Literatursendung lesenswert für das SWR Fernsehen im Innen- und Außenbereich aufgezeichnet.